# Partido Popular de Cantabria
El Partido Popular de Cantabria (PP de Cantabria) es la agrupación territorial del Partido Popular en Cantabria. Tiene una ideología de centro reformista .La presidenta del partido es María José Sáenz de Buruaga y su secretaria es María José González Revuelta, elegidas ambas tras el XII Congreso del PP de Cantabria celebrado en marzo de 2017 y reelegidas en el XIII Congreso del PP de Cantabria celebrado en octubre de 2023; la organización juvenil del partido son las Nuevas Generaciones de Cantabria. Su presencia institucional está compuesta por 407 concejales, 15 diputados en el Parlamento de Cantabria, dos diputados en el Congreso de los Diputados y tres senadores en el Senado. Preside el Gobierno de Cantabria desde 2023.
Fue fundado en 1989 como sucesor de Alianza Popular. Ha ocupado la presidencia del Gobierno de Cantabria de 1991 a 1993 tras la integración de la UPCA, entre 1995 y 2003 con el apoyo del PRC, de 2011 a 2015 con mayoría absoluta, y tras las elecciones autonómicas de 2023 en minoría; siendo presidentes del ejecutivo Juan Hormaechea (1991-1993), José Joaquín Martínez Sieso (1995-2003), Ignacio Diego (2011-2015) y María José Sáenz de Buruaga (desde 2023).

## Ideología

El Partido Popular de Cantabria es un partido político cuyo ámbito territorial se circunscribe a Cantabria.

El Partido Popular de Cantabria al igual que el Partido Popular a nivel nacional, se define como un partido centro reformista de tendencia humanista cristiana, defensor de la democracia y el Estado de Derecho, así como de una economía de mercado; también tiene una vocación europea. En su Reglamento de Organización, aprobado en el XIII Congreso Autonómico del partido en marzo de 2017, se señalan una serie de ejes ideológicos fundamentales.

## Historia

### Periodo de Gobierno (2011-2015)
Tras las elecciones autonómicas de 2011 el PP de Cantabria se convirtió en la primera fuerza política de Cantabria por delante del PRC y del PSC-PSOE, obteniendo la mayoría absoluta en el Parlamento de Cantabria, convirtiéndose Ignacio Diego en presidente de la comunidad. Ese mismo año, en las elecciones generales del 20 de noviembre, el PP de Cantabria consiguió su mejor resultado de la historia, ya que por primera vez logró cuatro diputados de los cinco que se eligen en Cantabria, siendo cabeza de lista Ana Madrazo; en el Senado obtuvo tres representantes, siendo Gonzalo Piñeiro el más votado de toda la comunidad. En estas elecciones generales ganó en todos los municipios de Cantabria salvo en el Valle de Villaverde (PRC) y en Tresviso (PSC-PSOE), es decir en 100 municipios de los 102 que tiene Cantabria.

### Oposición (2015-2023)
Tras las Elecciones autonómicas de España de 2015, el Partido Popular volvió a ganar las elecciones con 13 diputados, pero un acuerdo entre el Partido Regionalista de Cantabria de Miguel Ángel Revilla, el Partido Socialista de Cantabria y Podemos, permitió al primero regresar a la presidencia del Gobierno de Cantabria con un ejecutivo bipartito del PRC y PSOE.
En las Elecciones autonómicas de 2019, tras la candidatura fallida de Ruth Beitia impuesta por la dirección nacional del Partido Popular de Pablo Casado, María José Sáenz de Buruaga consiguió 9 escaños en el Parlamento de Cantabria, con un 24,05% de los votos (mejorando considerablemente el 21,71% obtenido tan solo un mes antes por el Partido Popular en Cantabria en las Elecciones generales de España de abril de 2019). No obstante, Miguel Ángel Revilla pudo revalidar su gobierno de coalición PRC-PSOE, quedando el Partido Popular en la oposición.

### Periodo de Gobierno (2023-Actualidad)
Tras las Elecciones autonómicas de España de 2023 el Partido Popular de Cantabria ganó las elecciones con 15 escaños en el Parlamento de Cantabria , por delante del PRC y del PSC-PSOE, que tras perder su mayoría parlamentaria, no pudieron revalidar su pacto de gobierno. De esta forma, María José Sáenz de Buruaga, se convirtió en la primera presidenta del Gobierno de Cantabria, tras ser investida el 3 de julio de 2023.

## Funcionamiento interno

### Presidencia Autonómica
El líder del Partido Popular de Cantabria es su Presidente Autonómico. Desde su fundación, han ostentado el cargo las siguientes personas:
- José Luis Vallines (1989 -1995).[15]
- Gonzalo Piñeiro (1995-2002).[16]
- José Joaquín Martínez Sieso (2002-2004).[17]
- Ignacio Diego (2004-2017).[18]
- María José Sáenz de Buruaga (2017-presente).

## Representación institucional

### Congreso de los Diputados
Tras la elecciones generales de 2023, en las que el Partido Popular obtuvo la victoria con un total de 137 diputados de los 350 que tiene el Congreso de los Diputados, el PP de Cantabria obtuvo dos de los cinco diputados que le corresponden a Cantabria. Los diputados son:
- Félix de las Cuevas
- Javier Noriega

### Senado
Tras la elecciones generales de 2023, en las que el Partido Popular obtuvo la victoria con un total de 120 senadores de los 208 que se eligieron para el Senado, el PP de Cantabria obtuvo tres de los cuatro senadores elegidos en Cantabria; a estos tres senadores hay que sumar el senador designado por el Parlamento de Cantabria. Los senadores son:
- Iñigo Fernández (designado por el Parlamento de Cantabria)[22]
- Elena Castillo
- Severiano Cuesta
- Juan Carlos García

### Parlamento de Cantabria
Tras las elecciones autonómicas de 2023, el PP de Cantabria consiguió 15 diputados de un total de 39, convirtiéndolo en la primera fuerza del Parlamento de Cantabria, por delante del Partido Regionalista de Cantabria y del PSC-PSOE. El portavoz del grupo popular es Juan José Alonso Venero.

### Ayuntamientos de Cantabria
Tras las elecciones municipales de 2023, el PP de Cantabria obtuvo 407 concejales. Además, 48 municipios son gobernados por el Partido Popular de Cantabria, 36 de ellos por mayoría absoluta.
Lista de alcaldes
| Municipio                   | Votos | %    | Alcalde                      | Notas                                           | Referencias   |
| --------------------------- | ----- | ---- | ---------------------------- | ----------------------------------------------- | ------------- |
| Ampuero                     | 945   | 37,1 | Patricio Martínez            | Coalición con el PRC                            | [ 25 ]        |
| Argoños                     | 760   | 70,1 | Juan José Barruetabeña       | Mayoría absoluta                                | [ 26 ]        |
| Arnuero                     | 905   | 65,7 | José Manuel Igual            | Mayoría absoluta                                | [ 27 ]        |
| Bareyo                      | 503   | 36,3 | Pedro Prieto                 | Acuerdo con Ola Cantabria                       | [ 28 ] [ 29 ] |
| Cabezón de la Sal           | 1902  | 40,1 | Óscar López Soto             | Lista más votada                                | [ 30 ]        |
| Cabezón de Liébana          | 249   | 58,2 | Jesús Fuente                 | Mayoría absoluta                                | [ 31 ]        |
| Cabuérniga                  | 196   | 26,1 | Rosa Fernández               | Apoyo del PRC                                   | [ 32 ] [ 33 ] |
| Camargo                     | 6985  | 42,3 | Diego Movellán               | Mayoría absoluta                                | [ 34 ]        |
| Campoo de Enmedio           | 1304  | 64,0 | Pedro Manuel Martínez García | Mayoría absoluta                                | [ 35 ]        |
| Castañeda                   | 1151  | 59,6 | Marcos García Carrera        | Mayoría absoluta                                | [ 36 ]        |
| Cieza                       | 177   | 45,0 | Tomás Rubio Carrillo         | Mayoría Absoluta                                | [ 37 ]        |
| Cillorigo de Liébana        | 473   | 58,0 | Jesús Cuevas                 | Mayoría Absoluta                                | [ 38 ]        |
| Entrambasaguas              | 1488  | 47,7 | Mª Jesús Susinos             | Mayoría absoluta                                | [ 39 ]        |
| Hermandad de Campoo de Suso | 562   | 47,8 | Pedro Luis Gutiérrez         | Mayoría absoluta                                | [ 40 ]        |
| Lamasón                     | 111   | 56,1 | Marcos Agüeros               | Mayoría absoluta                                | [ 41 ]        |
| Laredo                      | 1057  | 16,9 | Miguel González              | Coalición con el Ola Cantabria y con IU-Podemos | [ 42 ]        |
| Las Rozas de Valdearroyo    | 104   | 49,8 | Francisco Raúl Calderón      | Mayoría absoluta                                | [ 43 ]        |
| Liendo                      | 304   | 38,8 | Juan Alberto Rozas           | Coalición con el PRC                            | [ 44 ]        |
| Liérganes                   | 581   | 36,0 | Ángel Bordas                 | Lista más votada                                | [ 45 ] [ 46 ] |
| Limpias                     | 500   | 45,3 | Ignacio Sainz                | Mayoría absoluta                                | [ 47 ] [ 48 ] |
| Los Corrales de Buelna      | 1953  | 33,2 | Julio Arranz                 | Coalición con el PRC                            | [ 49 ]        |
| Los Tojos                   | 178   | 63,3 | María Belén Ceballos         | Mayoría absoluta                                | [ 50 ]        |
| Mazcuerras                  | 875   | 64,4 | Francisco Javier Camino      | Mayoría absoluta                                | [ 51 ] [ 52 ] |
| Meruelo                     | 727   | 55,5 | Evaristo Domínguez           | Mayoría absoluta                                | [ 53 ]        |
| Miengo                      | 1336  | 47,3 | Marino García                | Mayoría absoluta                                | [ 54 ]        |
| Noja                        | 642   | 38,0 | Mireia Maza                  | Lista más votada                                | [ 55 ]        |
| Pesaguero                   | 129   | 60   | Enrique Sabarís              | Mayoría absoluta                                | [ 56 ]        |
| Piélagos                    | 7436  | 52,7 | Carlos Caramés               | Mayoría absoluta                                | [ 57 ]        |
| Polaciones                  | 81    | 50,6 | Vicente Gómez                | Mayoría absoluta                                | [ 58 ]        |
| Potes                       | 629   | 75,7 | Francisco Javier Gómez       | Mayoría absoluta                                | [ 59 ]        |
| Reinosa                     | 1502  | 30,1 | José Luis López              | Coalición con el PRC                            | [ 60 ] [ 61 ] |
| Ruente                      | 431   | 59,0 | Jaime Díaz                   | Mayoría absoluta                                | [ 62 ]        |
| San Pedro del Romeral       | 230   | 65,7 | Jesús Mantecón               | Mayoría absoluta                                | [ 63 ]        |
| San Roque de Riomiera       | 183   | 67,0 | Antonio Fernández            | Mayoría absoluta                                | [ 64 ]        |
| Santa Cruz de Bezana        | 2863  | 38,6 | Carmen Pérez                 | Coalición con Vox                               | [ 65 ]        |
| Santander                   | 37773 | 43,4 | Gema Igual                   | Mayoría absoluta                                | [ 66 ]        |
| Santiurde de Reinosa        | 105   | 58,7 | Borja Ramos                  | Mayoría absoluta                                | [ 67 ]        |
| Santiurde de Toranzo        | 889   | 71,4 | Víctor Manuel Concha         | Mayoría absoluta                                | [ 68 ]        |
| Saro                        | 260   | 70,1 | Miguel Ángel Prieto          | Mayoría absoluta                                | [ 68 ]        |
| Selaya                      | 791   | 61,9 | Cándido Cobo                 | Mayoría absoluta                                | [ 69 ]        |
| Solórzano                   | 349   | 47,4 | Santiago Campos              | Mayoría absoluta                                | [ 70 ]        |
| Tresviso                    | 21    | 43,8 | Alan Ruiz                    | Mayoría absoluta                                | [ 71 ]        |
| Udías                       | 394   | 63,5 | Fernando Fernández           | Mayoría absoluta                                | [ 72 ]        |
| Valdeolea                   | 366   | 60,6 | Fernando Franco              | Mayoría absoluta                                | [ 73 ]        |
| Valdeprado del Río          | 202   | 78,6 | Jaime Soto                   | Mayoría absoluta                                | [ 74 ]        |
| Vega de Pas                 | 311   | 61,7 | Juan Carlos García           | Mayoría absoluta                                | [ 75 ]        |
| Villafufre                  | 451   | 60,1 | José Luis Cobo               | Mayoría absoluta                                | [ 76 ]        |
| Voto                        | 611   | 34,1 | Santiago del Campos          | Coalición con Agrupación Vecinal                | [ 77 ]        |

## Resultados electorales

### Elecciones municipales

Partidos políticos más votados en las elecciones municipales de 2023 en Cantabria.

| Elecciones                                 | Votos   | %     | Concejales | Referencias |
| ------------------------------------------ | ------- | ----- | ---------- | ----------- |
| Elecciones municipales españolas de 1979 a | 4830    | 1,97  | 10         | [ 78 ]      |
| Elecciones municipales españolas de 1983 a | 120 131 | 43,09 | 445        | [ 79 ]      |
| Elecciones municipales españolas de 1987 a | 106 583 | 35,7  | 416        | [ 80 ]      |
| Elecciones municipales españolas de 1991   | 57 901  | 19,67 | 227        | [ 81 ]      |
| Elecciones municipales españolas de 1995   | 107 823 | 33,82 | 372        | [ 82 ]      |
| Elecciones municipales españolas de 1999   | 123 429 | 38,95 | 447        | [ 83 ]      |
| Elecciones municipales españolas de 2003   | 133 907 | 38,84 | 424        | [ 84 ]      |
| Elecciones municipales españolas de 2007   | 139 472 | 40,58 | 428        | [ 85 ]      |
| Elecciones municipales españolas de 2011   | 152 423 | 44,9  | 478        | [ 86 ]      |
| Elecciones municipales españolas de 2015   | 116 049 | 35,7  | 433        | [ 87 ]      |
| Elecciones municipales españolas de 2019   | 91 342  | 28    | 340        | [ 88 ]      |
| Elecciones municipales españolas de 2023   | 112 458 | 34,63 | 407        | [ 89 ]      |

a Como Alianza Popular.

### Elecciones autonómicas
| Elecciones                                      | Votos   | %     | Diputado(s) | +/- | Gobierno                                   | Referencias |
| ----------------------------------------------- | ------- | ----- | ----------- | --- | ------------------------------------------ | ----------- |
| Elecciones al Parlamento de Cantabria de 1983 a | 123 228 | 44,2  | 18/35       |     | Gobierno en mayoría                        | [ 90 ]      |
| Elecciones al Parlamento de Cantabria de 1987 b | 122 964 | 44,2  | 19/39       | 1   | Gobierno en minoría (1987-1989)            | [ 91 ]      |
| Elecciones al Parlamento de Cantabria de 1987 b | 122 964 | 44,2  | 19/39       | 1   | Oposición (1989-1990)                      | [ 91 ]      |
| Elecciones al Parlamento de Cantabria de 1987 b | 122 964 | 44,2  | 19/39       | 1   | Coalición con PSOE - PRC - CDS (1990-1991) | [ 91 ]      |
| Elecciones al Parlamento de Cantabria de 1991   | 42 499  | 14,85 | 6/39        | 13  | Coalición con UPCA (1991-1993)             | [ 92 ]      |
| Elecciones al Parlamento de Cantabria de 1991   | 42 499  | 14,85 | 6/39        | 13  | Oposición (1993-1995)                      | [ 92 ]      |
| Elecciones al Parlamento de Cantabria de 1995   | 103 632 | 33,6  | 13/39       | 7   | Coalición con PRC                          | [ 93 ]      |
| Elecciones al Parlamento de Cantabria de 1999   | 134 924 | 42,5  | 19/39       | 6   | Coalición con PRC                          | [ 94 ]      |
| Elecciones al Parlamento de Cantabria de 2003   | 146 796 | 43,99 | 18/39       | 1   | Oposición                                  | [ 95 ]      |
| Elecciones al Parlamento de Cantabria de 2007   | 143 610 | 41,52 | 17/39       | 1   | Oposición                                  | [ 96 ]      |
| Elecciones al Parlamento de Cantabria de 2011   | 156 199 | 46,12 | 20/39       | 3   | Gobierno en mayoría                        | [ 97 ]      |
| Elecciones al Parlamento de Cantabria de 2015   | 104 438 | 33,3  | 13/35       | 7   | Oposición                                  | [ 98 ]      |
| Elecciones al Parlamento de Cantabria de 2019   | 78 039  | 24,05 | 9/35        | 4   | Oposición                                  | [ 99 ]      |
| Elecciones al Parlamento de Cantabria de 2023   | 115 168 | 35,80 | 15/35       | 6   | Gobierno en minoría                        | [ 100 ]     |

a Como Coalición Popular.
b Como Alianza Popular.

### Elecciones generales
| Elecciones                                          | Votos   | %     | Diputado(s) | Referencias |
| --------------------------------------------------- | ------- | ----- | ----------- | ----------- |
| Elecciones generales españolas de 1977 a            | 36 598  | 14,27 | 1           | [ 101 ]     |
| Elecciones generales españolas de 1979 b            | 26 707  | 10,3  | 0           | [ 102 ]     |
| Elecciones generales españolas de 1982 c            | 117 567 | 38,91 | 2           | [ 103 ]     |
| Elecciones generales españolas de 1986 d            | 99 149  | 34,06 | 2           | [ 104 ]     |
| Elecciones generales españolas de 1989              | 114 403 | 38,41 | 2           | [ 105 ]     |
| Elecciones generales españolas de 1993              | 121 967 | 37,03 | 2           | [ 106 ]     |
| Elecciones generales españolas de 1996              | 175 651 | 50,47 | 3           | [ 107 ]     |
| Elecciones generales españolas de 2000              | 189 442 | 56,84 | 3           | [ 108 ]     |
| Elecciones generales españolas de 2004              | 190 383 | 51,9  | 3           | [ 109 ]     |
| Elecciones generales españolas de 2008              | 184 853 | 49,99 | 3           | [ 110 ]     |
| Elecciones generales españolas de 2011              | 183 244 | 52,17 | 4           | [ 111 ]     |
| Elecciones generales españolas de 2015              | 128 852 | 36,94 | 2           | [ 112 ]     |
| Elecciones generales españolas de 2016              | 139 486 | 41,56 | 2           | [ 113 ]     |
| Elecciones generales españolas de abril de 2019     | 77 668  | 21,71 | 1           | [ 114 ]     |
| Elecciones generales españolas de noviembre de 2019 | 84 583  | 25,99 | 2           | [ 115 ]     |
| Elecciones generales españolas de 2023              | 147 326 | 42,08 | 2           | [ 116 ]     |

a Como Alianza Popular.
b Como Coalición Democrática.
c Como Alianza Popular-Partido Demócrata Popular.
d Como Coalición Popular.